# Karaahmetli, Erdemli
Karaahmetli là một xã thuộc huyện Erdemli, tỉnh Mersin, Thổ Nhĩ Kỳ. Dân số thời điểm năm 2011 là 316 người.